# 岩渕香里
岩渕 香里（いわぶち かおり、1993年4月28日 - ）は、日本の元スキージャンプ選手である。

## 経歴
菅平中学在学中の2009年3月3日に蔵王で行われたコンチネンタルカップ（国際蔵王ジャンプ大会NHK杯）で国際戦デビュー（21位）。翌日に行われたコンチネンタルカップ（国際蔵王ジャンプ大会山形市長杯）は失格となった。長野県飯山高等学校に進学し、2010年1月23日に行われたコンチネンタルカップシェーンヴァルト＝ショーナッハ大会で16位（日本人最高位）に入る。2011-12年シーズンから始まったワールドカップに初戦から参戦し第11戦の蔵王で自己最高の7位となった。
松本大学1年時の2012年のサマーグランプリではクールシュヴェルで10位、ヒンターツァルテンで5位と2戦終了時点で総合8位に入り、その後の国内2戦でも高梨沙羅を破って優勝したが、9月に遠征先のイタリアで着地時に両膝の前十字靭帯を断裂し、手術とリハビリに費やすこととなる。2013年の7月に復帰しサマーグランプリに参戦した。2013-14年シーズンから5シーズンは高梨沙羅、伊藤有希に次いで日本人3番手の成績を残している。
2016年1月10日、TVh杯ジャンプ大会で伊藤有希を破って（年齢・学生などの制限のない）国内戦では3年4か月ぶりに優勝した。2月19日のワールドカップ第15戦のラハティで6位に入り自己最高位を更新した。
2016年北野建設入社、同社スキー部に所属。サマーグランプリやワールドカップでコンスタントな成績を残し、入社以降3大会連続で世界選手権に出場する。2018年の平昌オリンピックにも出場し、個人12位となった。
2022年北京オリンピックでは個人18位となった。4月1日に引退を発表した。今後は北野建設に残り他業務に就くことになっている。

## 主な競技成績

### オリンピック
- 2018年平昌オリンピック（ 韓国）
  - 個人ノーマルヒル 12位
- 2022年北京オリンピック（ 中国）
  - 個人ノーマルヒル 18位[3]

### 世界選手権
- 2015年ファールン大会（ スウェーデン）
  - 個人ノーマルヒル 36位
- 2017年ラハティ大会（ フィンランド）
  - 個人ノーマルヒル 11位
- 2019年ゼーフェルト大会（ オーストリア）
  - 団体ノーマルヒル 6位（伊藤有希、岩渕香里、丸山希、高梨沙羅）
- 2021年オーベルストドルフ大会（ ドイツ）
  - 個人ラージヒル 29位

### ジュニア世界選手権
- 2010年ヒンターツァルテン大会（ ドイツ）
  - 個人 失格
- 2012年エルズルム大会（ トルコ）
  - 団体 優勝（伊藤有希、山田優梨菜、岩渕香里、高梨沙羅）

### ユニバーシアード
- 2013年トレンティーノ大会（ イタリア）
  - 個人ノーマルヒル 11位[5]
  - 混合団体ノーマルヒル 5位（岩渕香里、小林潤志郎）[6]

### ワールドカップ
- 初出場：2011年12月3日  ノルウェー・リレハンメル大会 - 11位
- 最高順位：2016年2月19日  フィンランド・ラハティ - 6位

#### 総合成績
| 個人総合成績 | 個人総合成績 | 個人総合成績 | 個人総合成績 | 個人総合成績 | 個人総合成績 | 個人総合成績 |
| シーズン     | 総合         | 優勝         | 準優勝       | 3位          | 備考         |              |
| ------------ | ------------ | ------------ | ------------ | ------------ | ------------ | ------------ |
| 2011/12      | 23位         | 0回          | 0回          | 0回          |              |              |
| 2013/14      | 31位         | 0回          | 0回          | 0回          |              |              |
| 2014/15      | 26位         | 0回          | 0回          | 0回          |              |              |
| 2015/16      | 22位         | 0回          | 0回          | 0回          |              |              |
| 2016/17      | 18位         | 0回          | 0回          | 0回          |              |              |
| 2017/18      | 16位         | 0回          | 0回          | 0回          |              |              |
| 2018/19      | 27位         | 0回          | 0回          | 0回          |              |              |
| 2019/20      | 34位         | 0回          | 0回          | 0回          |              |              |
| 2020/21      | 31位         | 0回          | 0回          | 0回          |              |              |
| 合計         | ----         | 0回          | 0回          | 0回          |              |              |

#### 表彰台
| 女子団体 | 女子団体 | 女子団体           | 女子団体   | 女子団体 | 女子団体                            |
| シーズン | 開催日   | 開催地             | ヒルサイズ | 成績     | メンバー                            |
| -------- | -------- | ------------------ | ---------- | -------- | ----------------------------------- |
| 2017/18  | 12月16日 | ヒンターツァルテン | 108        | 優勝(1)  | 伊藤有希 岩渕香里 勢藤優花 高梨沙羅 |
| 2017/18  | 1月20日  | 蔵王               | 102        | 優勝(2)  | 岩渕香里 勢藤優花 伊藤有希 高梨沙羅 |

### サマーグランプリ
- 最高順位 5位（2回）、団体2位1回

| シーズン | 順位 | ポイント |
| -------- | ---- | -------- |
| 2013     | 15.  | 71       |
| 2014     | 32.  | 39       |
| 2015     | 10.  | 54       |
| 2016     | 19.  | 62       |
| 2017     | 7.   | 91       |
| 2018     | 15.  | 97       |
| 2019     | 19.  | 61       |

### コンチネンタルカップ
- 2位2回

| シーズン | 順位 | ポイント |
| -------- | ---- | -------- |
| 2008/09  | 70.  | 11       |
| 2009/10  | 41.  | 46       |
| 2010/11  | 65.  | 13       |
| 2011/12  | 20.  | 85       |
| 2018/19  | 14.  | 160      |
| 2019/20  | 74.  | 11       |

### 国内大会
- 塩沢ジャンプ大会：第24回女子の部 優勝（2012年）
- 妙高サマージャンプ大会：第12回女子の部 優勝（2012年）
- 全日本学生スキー選手権大会ノルディックスキー・スペシャルジャンプ：第88回、第89回 女子2部 優勝（2014年、2015年）
- TVh杯ジャンプ大会：女子の部 優勝（2016年）